# Cussonia thyrsiflora
Cussonia thyrsiflora är en araliaväxtart som beskrevs av Thunb. Cussonia thyrsiflora ingår i släktet Cussonia och familjen Araliaceae. Inga underarter finns listade.

## Bildgalleri

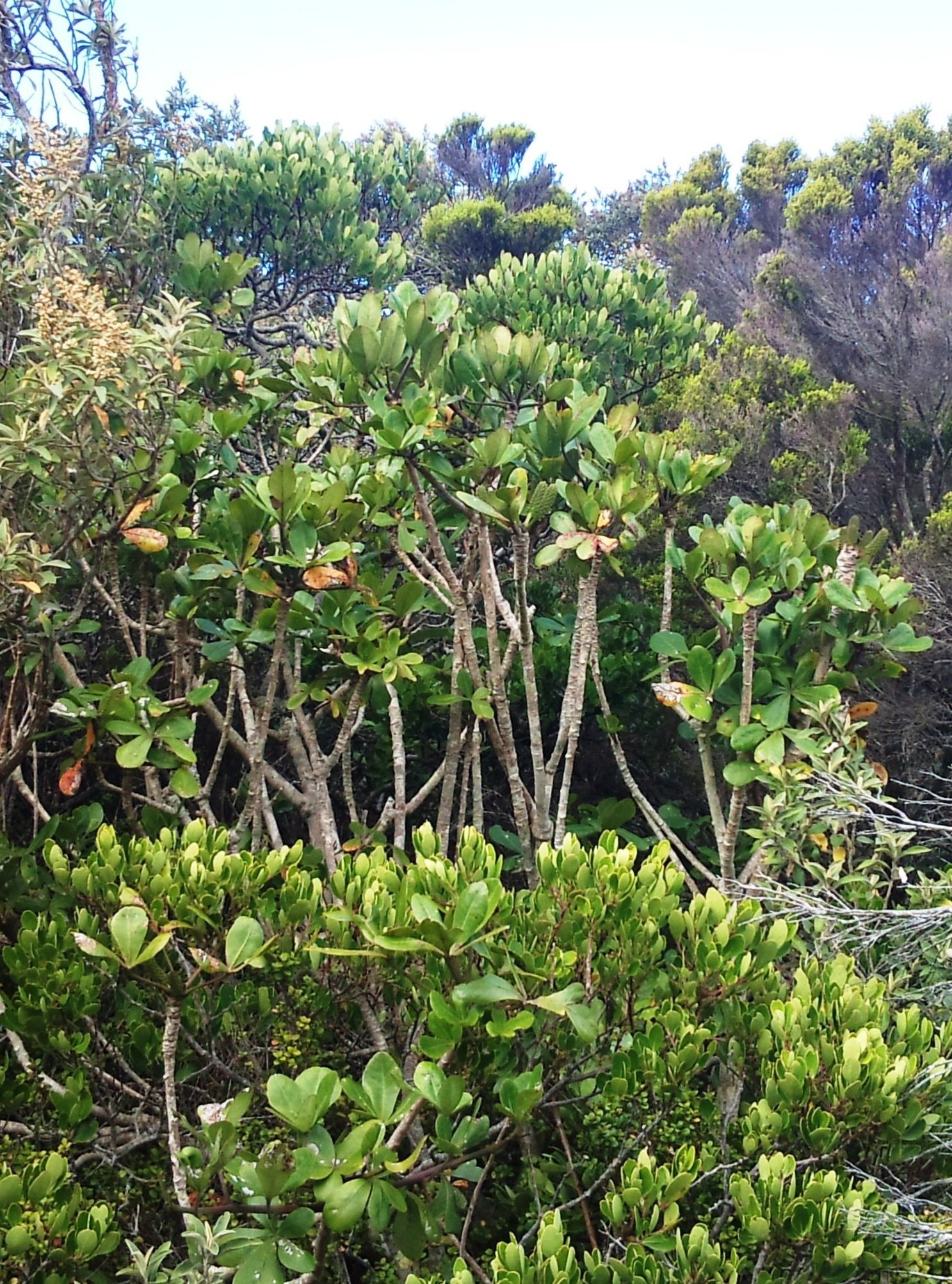